# Johanna Clermont
Johanna Clermont, née à Perpignan le 23 avril 1997, est une chasseuse et influenceuse française.

## Biographie
Johanna Clermont naît à Perpignan dans une famille qui ne révèle pas une disposition particulière pour la chasse. Elle grandit à Prades et découvre ce loisir pendant ses années de lycée, dans le sud de la France, en accompagnant ses amis lors de battues au sanglier.
À l’âge de 16 ans, elle reçoit sa première carabine de chasse et obtient son permis de chasser en 2014. Étudiante en droit, elle est aujourd'hui une figure emblématique de la chasse.

## Promotion de la chasse
Lorsque Johanna Clermont publie sa première photo de chasse sur son compte Facebook, son cliché est repartagé en masse. Rapidement repérée par le fabricant d’armes à feu Browning, elle devient la première influenceuse chasse en France et une personnalité reconnue du milieu. 
Le rôle de figure féminine de la chasse devient par la suite son métier. En enchaînant les contrats de sponsoring avec des marques, Johanna Clermont indique avoir des revenus lui permettant de vivre confortablement avec ses activités de promotion de la chasse,.
En 2020, Johanna Clermont devient le nouveau visage public de la chasse « moderne ».

### Exposition médiatique et polémique
Sur ses réseaux sociaux, Johanna Clermont défend la chasse en invoquant une éthique, la régulation des espèces, et la fusion avec la nature. Elle revendique un mode de vie proche et respectueux de la nature et de l'environnement. 
En peu de temps, le décalage flagrant entre le stéréotype du chasseur et le positionnement de Johanna Clermont interpelle les médias. Surnommée la « Diane 2.0 » en 2018 par L'Express, elle est suivie par plus de 300 000 personnes sur les réseaux sociaux. 
En 2019, elle accompagne déjà Thierry Coste, lobbyiste de la chasse en France, dans les coulisses de C8 pour participer à un débat télévisé en compagnie de Thierry Ardisson : Faut-il interdire la chasse ?.
En août 2020, elle pose pour une campagne d'affichage engagée servant à la promotion de Zone300, une plateforme de films en streaming sur la chasse et la pêche. En effet, Johanna Clermont ambitionne de donner une nouvelle image d'une pratique décriée et n'hésite pas à défendre les chasses traditionnelles,. En mars 2021, une deuxième campagne dans le métro affichant Johanna Clermont est lancée, provocant une polémique et une réaction de la fondation Brigitte-Bardot qui se lance également dans une campagne d'affichage anti-chasse. Les journaux titreront « Brigitte contre Johanna, la bataille de l'image ».  
Lors d'un débat sur BFM TV, le caractère controversé de la position de Johanna Clermont commence à faire polémique. En octobre 2020, elle fait la une de couverture du magazine Valeurs actuelles, sous le titre « Arrêtez d'emmerder les chasseurs ». 
Sa passion pour la chasse attire aussi les critiques de nombreux médias et elle est également l'objet d'articles rédigés par les associations de défense des droits des animaux et anti-chasse. Elle subit un harcèlement constant sur les réseaux sociaux, allant jusqu'à recevoir régulièrement des menaces de mort. Invitée sur le plateau de Public Sénat, elle met en garde contre les dangers des réseaux sociaux.
En 2021, Libération fait son portrait : « La jeune influenceuse fascinée par la mort a fait de sa passion de la chasse un business et un objet instagrammable ».
Elle a rendu hommage à Melania Capitán (pt), chasseuse espagnole de 27 ans qui s'est suicidée en 2017, après une campagne de haine sur internet à son encontre.